# Bleżowo
Bleżowo (ukr. Блажове, Błażowe) – wieś na Ukrainie, w obwodzie rówieńskim, w rejonie sarneńskim, w hromadzie Rokitno. W 2001 liczyła 1380 mieszkańców.
W okresie międzywojennym wieś znajdowała się w granicach II RP, wchodząc w skład gminy Berezów w powiecie stolińskim, w województwie poleskim.